# Албрехт Ернст I фон Рехберг
Албрехт Ернст I фон Рехберг (на немски: Albrecht Ernst I von Rechberg; * 10 май 1583, Рехбергхаузен; † 28 август 1637) е фрайхер, благородник от швабския род „Рехберг“, господар в Рехбергхаузен в регион Щутгарт.

## Произход
Той е малкият син на Хауг Еркингер фон Рехберг († 1596) и съпругата му Сузана фон Велден († сл. 1579), дъщеря на Михаел фон Велден и Анна фон Вестерщетен. По-малък брат е на Ханс Михаел фон Рехберг цу Унтервалдщетен (* 1580; † 14 януари 1635).

## Фамилия
Албрехт Ернст I фон Рехберг се жени за Анна Мария Фьолин фон Фрикенхаузен (* 27 ноември 1588; † 9 август 1664), дъщеря на Карл Фьолин фон Фрикенхаузен, фрайхер цу Илертисен и Нойбург. Те имат девет деца:
- Мария Магдалена фон Рехберг (* 9 юли 1614; † 11 октомври 1669), омъжена на 20 януари 1636 г. за Вилхелм Кристоф Аделман фон Аделмансфелден (* 1606; † 27 декември 1659)
- Йохан/Ханс Ернст фон Рехберг (* 15 май 1615, Рехбергхаузен; † 24 февруари 1670, Рехбергхаузен), издигнат на имперски фрайхер фон Рехберг във Виена на 7 юни 1642 г., оберамтман на Васералфинген, женен в Инсбрук на 9 октомври 1639 г. за фрайин Барбара Елизабет фон Фрайберг-Айуенберг (* 1609, Швабтисен; † 12 май 1676, Елванген), дъщеря на фрайхер Хайнрих Вилхелм фон Фрайберг-Айуенберг и Урсула фон Геминген
- Файт Конрад фон Рехберг (*/† 15 юни 1617)
- Мария Анна фон Рехберг (* 5 октомври 1618)
- Франц фон Рехберг (* 16 октомври 1619; † 22 септември 1627)
- Ханс Волфганг фон Рехберг (* 30 декември 1620; † 18 август 1677, Рехбергхаузен), издигнат на имперски фрайхер фон Рехберг на 7 юни 1642 г. във Виена
- Хуго Карл фон Рехберг (* 13 януари 1622; † 8 септември 1627)
- Анна Контина фон Рехберг (* 16 септември 1627; † 4 октомври 1627))
- Елизабет Рехберг фон Хоенрехберг (* 19 октомври 1630; † 18 ноември 1676, Инсбрук), омъжена на 27 юли 1660 г. за граф Йохан Вернер фон Турн-Валзасина и Таксис (* 1633; † 9 април 1685), син на Паул II фон Таксис (1599 – 1661)